# Pedro Pacheco
Pedro Pacheco (também chamado Pêro Pacheco) foi um nobre português do século XIII. D. Sancho II chamou "fogo morto" às terras onde hoje é o Cartaxo, e pensou repovoar o lugar e o vizinho Cartaxinho (actual Ribeira do Cartaxo), pelo que concedeu esta sua terra reguengueira a Pedro Pacheco, ficando este obrigado a construir ali uma albergaria para os pobres. Nem Pedro Pacheco nem os seus descendentes cumpriram tal obrigação, ele ficou conhecido por possuir um pai muito bravo , deste modo seu apelido era "douze" uma metafora pois diziam que ele trabalhava somente por doze horas, depois disso seu emburro era tanto que nao aguentavam.